# Rifugio Adelmo Puliti
Il Rifugio Adelmo Puliti, o semplicemente rifugio Puliti, è un rifugio situato nel comune di Stazzema in località Case Giannelli, a circa 15 minuti dalla strada per il paese di Arni nelle Alpi Apuane, a 1.016 m s.l.m.
Il rifugio è di proprietà del CAI, sezione di Pietrasanta, che lo ha inaugurato nel 1965 ed è intitolato all'ingegner Puliti, primo presidente e socio fondatore del CAI di Pietrasanta. 
L'edificio si trova lungo il sentiero CAI 31-33 ed è una delle tappe del Sentiero Italia nella variante che attraversa le Alpi Apuane. 
Il rifugio ha ricevuto il riconoscimento di "Esercizio consigliato dal Parco per le sue scelte eco-compatibili", e fa parte, dal maggio 2022, dei rifugi CAI che sono anche stazioni di terapia forestale.

## Accessi
Il rifugio si raggiunge in circa 15 minuti dal paese di Arni (950 m) (collegato a Massa, Stazzema e Castelnuovo di Garfagnana) imboccando il sentiero CAI 33-155 per Case Giannelli dalla strada provinciale. 
Dista circa 2 ore dal rifugio Città di Massa e circa 4 ore e 30 minuti dal rifugio Nello Conti. Si può anche raggiungere, in circa 30 minuti, dalla loc. Castellaccio (964 m), seguendo il sentiero CAI n. 31, oppure dalla loc. Le Gobbie (1.030 m), in circa 40 minuti. 

## Ascensioni
- Monte Altissimo - 1.589 m s.l.m.
- Monte Macina - 1.560 m s.l.m.
- Monte Alto di Sella - 1.723 m s.l.m.
- Monte Freddone - 1.487 m s.l.m.
- Monte Fiocca - 1.709 m s.l.m.
- Monte Sella - 1.739 m s.l.m.
- Monte Sumbra - 1.765 m s.l.m.